# Malaxis pusilla
Malaxis pusilla är en orkidéart som beskrevs av Oakes Ames och Charles Schweinfurth. Malaxis pusilla ingår i släktet knottblomstersläktet, och familjen orkidéer. Inga underarter finns listade i Catalogue of Life.